# ブリンダーヴァナム 恋の輪舞
『ブリンダーヴァナム 恋の輪舞』（ブリンダーヴァナム こいのりんぶ、Brindavanam）は、2010年のインドのテルグ語アクションコメディ映画。ヴァムシー・パイディパッリが監督・脚本を務め、主要キャストとしてN・T・ラーマ・ラオ・ジュニア、カージャル・アグルワール、サマンタ、プラカーシュ・ラージ、シュリハリが出演している。2010年10月14日に公開され、批評的・興行的な成功を収めた。

## ストーリー
ハイデラバードに暮らす青年クリシュは大企業の社長スレンドラを父に持ち、大学生のインドゥと交際していた。ある日、インドゥの友人ブーミが従兄との望まない結婚を強いられていることを聞かされ、クリシュは結婚を破談にするためにブーミの恋人役を演じることになった。ブーミと共に彼女の村を訪れたクリシュは、彼女の父バーヌ・プラサードが村の有力者であること、強権的な性格で兄弟たちから恐れられていること、異母弟シヴドゥと対立関係にあることを知り、結婚の阻止だけでなく、ブーミの家族の対立関係を解消するために動き出す。クリシュの努力の結果、バーヌ・プラサードとシヴドゥの和解が成立し、バーヌ・プラサードはブーミとクリシュの結婚を認めるが、そこにインドゥが村を訪れる。そこでクリシュは、インドゥがシヴドゥの親族で娘のように扱われていることを知り、恋人役から降りられなくなってしまったことに困惑する。同じころ、結婚を破棄されたブーミの従兄弟は彼女を取り戻そうと画策する。
クリシュ、ブーミ、インドゥの3人は今後の対応を考えるが、兄弟間の和解に水を差すことを避けるため恋人役を続けることに決め、インドゥはシヴドゥに「恋人とは別れた」と嘘をついて誤魔化すが、話を聞いたシヴドゥは激怒して彼女の恋人を連れてくるように部下に命じてしまう。一方、「婚約の場に両親を招待したい」とバーヌ・プラサードに懇願されたクリシュは偽物の両親を雇って誤魔化そうとするが、そこにシヴドゥの部下たちが本物の両親を連れて村に戻ってきてしまう。クリシュから事情を聞いた両親は他人のフリをすることに決め、婚約に向けた準備が進んでいく中、ブーミがクリシュに想いを寄せていることを告白する。そんな中、偽物の両親からクリシュの正体を聞き出したブーミの従兄がバーヌ・プラサードとシヴドゥに事実を告げ、騙されていたことを知った2人は激怒してクリシュに制裁を加える。そこにブーミの祖父ドゥルガー・プラサードが仲裁に入り、恋人役を用意するように提案したのが自分であること、インドゥの頼みでクリシュが恋人役を演じることになったこと、ブーミがクリシュに恋していることを明かす。クリシュに対する誤解が解けたものの、ブーミは従兄によって連れ去られてしまい、クリシュは従兄を追いかけ、一騎打ちの末に従兄弟を倒してブーミを取り戻す。事態が解決した後、クリシュはブーミとインドゥのどちらを選ぶのか選択を迫られ、答えに窮したクリシュはクリシュナ神に助けを求める。祈りに応じてクリシュナ神が姿を現すが、答えを示さずに姿を消してしまったため、クリシュの運命は観客に委ねられて物語は幕を閉じる。

## キャスト
- クリシュナ（クリシュ） - N・T・ラーマ・ラオ・ジュニア
- ブーミ - カージャル・アグルワール
- インドゥ - サマンタ
- バーヌ・プラサード - プラカーシュ・ラージ
- シヴァ・プラサード（シヴドゥ） - シュリハリ
- ドゥルガー・プラサード - コータ・シュリーニヴァーサ・ラーオ（英語版）
- スレンドラ - ムケーシュ・リシ（英語版）
- クリシュの母 - プラガティ（英語版）
- ブーミの従兄 - アジャイ（英語版）
- バーヌ・プラサードの義兄 - タニケッラ・バラニ
- レンタル父親 - ブラフマーナンダム
- レンタル母親 - ヘマ（英語版）
- チッティ - ヴェーヌ・マーダヴ（英語版）
- ブーミの叔父 - ブラフマージー
- ブーミの叔父 - アフティ・プラサード（英語版）
- ブーミの叔父 - ラグ・バーブ（英語版）
- ブーミの叔母 - シャヌール・サナー（英語版）
- ブーミの叔母 - スレーカー・ヴァーニー
- シヴドゥの妻 - シーターラー（英語版）
- クリシュの友人 - ヴィジャイ・サーイ（英語版）
- シヴドゥの部下 - フィシュ・ヴェンカット（英語版）
- チンピラ - プラバース・シュリーヌ（英語版）
- チンピラ - スプリート
- チンピラ - ラグー・カルマンチ（英語版）
- クリシュナ神 - N・T・ラーマ・ラオ（特別出演、アーカイヴ映像）

## 製作

### 企画
2009年7月中旬、ディル・ラージュは次回作としてN・T・ラーマ・ラオ・ジュニアを主演に起用した『Brindavanam』を製作することを発表した。この発表ではヴァムシー・パイディパッリが監督を務めること、撮影は同年9月から始まることが明かされた。8月15日にアンナプルナ・スタジオで撮影開始前の記者会見が行われ、主要スタッフとしてタマン・S（音楽監督）、チョーター・K・ナーイドゥ（撮影監督）、コラターラ・シヴァ（台詞）、ラーム＝ラクシュマン（スタント振付）が参加することが明かされた。バーヌ・プラサードの屋敷は美術監督のアーナンド・サーイが手掛け、4エーカーの土地のうち3エーカーを使用して作られた。残りの1エーカーは庭園が作られたが、いずれも撮影終了後に解体されている。

### キャスティング
当初の報道では、ディル・ラージュはラーマ・ラオ・ジュニアの相手役として新人女優を起用したと報じられていたが、彼は相手役としてトリシャー・クリシュナンを起用することを検討していた。しかし、彼女がスケジュールの都合で降板したため、最終的にカージャル・アグルワールがヒロイン役に起用された。2009年11月下旬までにコータ・シュリーニヴァーサ・ラーオ、プラカーシュ・ラージ、シュリハリが重要な役で出演することが発表されたが、もう一人のヒロイン役については未定の状態だった。2010年1月にカージャル・アグルワールは自分が演じる役柄について「私が演じるキャラクターは、私自身に似ているんです。NTRやヴァムシー・パイディパッリ監督との仕事はとても楽しかったです。私が演じたブーミは、とても控えめで内向的な性格なんです。この映画のために費やしたすべての時間が楽しいものでした」と語っている。2010年2月には2人目のヒロイン役として新人女優のサマンタが起用され、彼女にとって『Ye Maaya Chesave』に続く2作目のテルグ語映画出演となった。

### 撮影

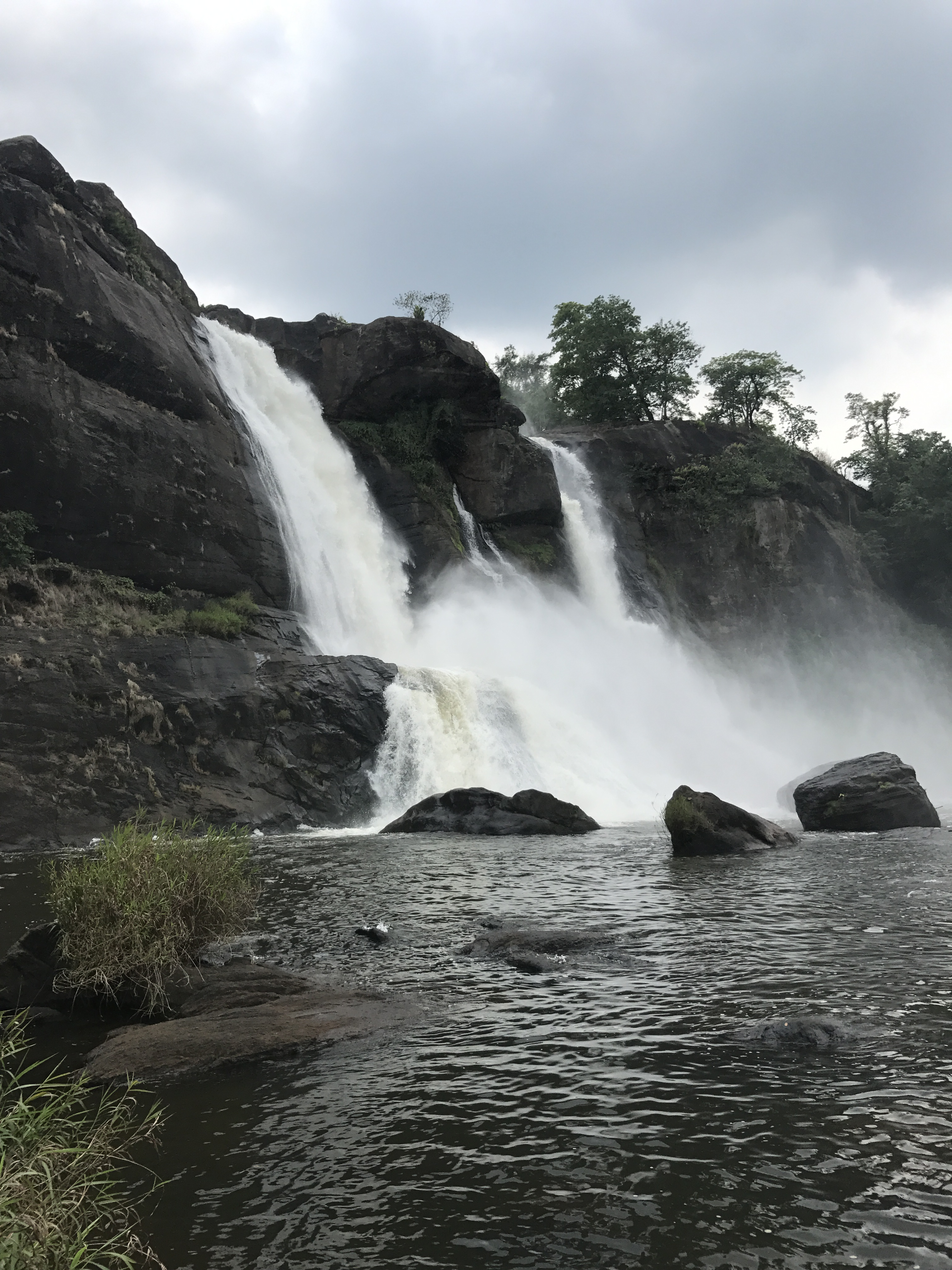
アティラピリー滝

撮影は2009年11月27日から始まる予定だったが、ラーマ・ラオ・ジュニア主演作『Adhurs』の撮影が最終段階に入っていたことから、『ブリンダーヴァナム 恋の輪舞』の撮影は12月1日から行われた。第1スケジュールの撮影はタミル・ナードゥ州ポラチで行われ、12月21日から2010年1月6日にかけてハイデラバードで第2スケジュールの撮影が行われた。第2スケジュールではハイデラバード旧市街のフセイニ・アラムにある州立短期大学のキャンパスで撮影が行われたが、撮影中にテランガーナ地域の分離独立を掲げるインド国民評議会の活動家がキャンパス内に押し寄せ、撮影を妨害する騒ぎが起きている。ヴァムシー・パイディパッリが対応し、活動家たちから「ジェイ・テランガーナ（テランガーナ万歳）」のスローガンを掲げることを要求され、これに応じたところ活動家たちは満足して立ち去ったという。1月末にはバンジャラ・ヒルズにあるシャブダラーヤ・スタジオ近郊でカーチェイスシーンの撮影が行われ、ピーター・ハインがアクションを担当した。2月19日からはポラチで撮影が再開され、同月末からはミヤプールの特設セットで撮影が行われた。このほかにカルナータカ州バーダーミとケララ州の一部でも撮影が行われた。
2010年6月末からヴィカラーバードの森林地帯でアクションシーンの撮影が行われ、ラーム＝ラクシュマンがスタント指導を担当した。この間、コータ・シュリーニヴァーサ・ラーオの息子コータ・プラサードが急死したため、撮影が1週間中断している。その後、アクションシーンと歌曲シーンの撮影が行われ、このうち1曲の撮影はギリシャで行われた。8月初旬にはバチュープリーに作られた邸宅のセットでラーマ・ラオ・ジュニアの出演シーンが撮影された。8月12日からクライマックスシーンの撮影が行われたほか、アンナプルナ・スタジオでは歌曲シーンの撮影が行われている。コカペット近郊の鉱山でロープを使用したアクションシーンの撮影中にラーマ・ラオ・ジュニアが負傷し、ベガンペットのKIMS病院に搬送され、額を6針を縫う治療を受けた。彼は午後には退院したものの、医師から3日間の安静を指示されたため、撮影に遅れが生じている。その後、クライマックスシーンと複数の重要シーンの撮影がコーチ近郊のチャラクディやアティラピリー滝で行われ、スイスではラーマ・ラオ・ジュニアとカージャル・アグルワールが出演する「Nijamena」シーンの撮影が10日間の日程で撮影され、9月15日にすべての撮影が終了した。

### 音楽
サウンドトラックの作曲はタマン・Sが手掛け、2010年9月12日にハイデラバードのシルパーカーラ・ヴェーディカーでオーディオリリース・イベントがアーディティヤ・ミュージック主催で開催され、ヴェーヌ・マーダヴとウダヤ・バーヌが司会を務めた。このイベントにはK・ラーガヴェンドラ・ラーウ、S・S・ラージャマウリ、シッダールト、M・M・キーラヴァーニ、プラバース、サマンタ、カージャル・アグルワール、コーティー、ボーヤパーティ・シュリーヌ、ブラフマージー、K・S・ラーマ・ラーオ、チョータ・K・ナーイドゥ、メヘル・ラメーシュ、シュリハリ、C・アシュウィニー・ダット、ブラフマーナンダム、ヴィジャヤンが出席している。

## 公開
アーンドラ・プラデーシュ州の配給はシュリ・ヴェンカテーシュワラ・クリエーションズが担当し、2010年4月初旬にブルースカイ・シネマズが『Rama Rama Krishna Krishna』（ディル・ラージュ製作作品）と共にアメリカ合衆国の配給権を取得した。同月中旬にはユーロ・アーンドラが『ブリンダーヴァナム 恋の輪舞』『Rama Rama Krishna Krishna』『Baava』のイギリス・EUの配給権を取得している。
2010年3月中旬、撮影の6割が終了した時点でディル・ラージュは『ブリンダーヴァナム 恋の輪舞』の公開は7月中旬を予定していることを明かした。その後、公開日は8月末に延期され、さらに10月1日に再延期された。9月に新たな公開日が10月8日に変更されたことが発表されたが、マヘーシュ・バーブ主演作『Khaleja』と競合したため、公開日が同月14日に変更された。メディアでは「ラーマ・ラオ・ジュニアのファンからの圧力で公開日が10月9日に変更された」と報じられたが、ディル・ラージュは「『Khaleja』の公開から1週間の期間を空けるため、公開日を10月14日に変更した」とコメントしている。同月8日に中央映画認証委員会は『ブリンダーヴァナム 恋の輪舞』のレイティングを「U/A」に指定した。

## 評価

### 興行収入
『ブリンダーヴァナム 恋の輪舞』は観客から好意的な反応を得ており、当時のラーマ・ラオ・ジュニアにとって最大のヒット作となった。オープニング週末の興行収入もラーマ・ラオ・ジュニア主演作の中で最高額を記録し、『マガディーラ 勇者転生』に次いで歴代2位のオープニング週末成績となった。映画は158地域で50日間、11地域で100日間上映され、年間興行成績第6位にランクインし、配給収入が3億ルピーを越えた6本目のテルグ語映画となった。

### 批評
批評家からは好意的な評価を得ており、ニューデリー・テレビジョンは「ヴァムシーは、彼が選んだ題材と物語で興行収入のトップに立てることを証明した。そして、よりよいエンターテインメント作品を作りたいという彼の夢をコラターラ・シヴァの台詞とチョータ・K・ナーイドゥのカメラワークが手助けしてくれた。NTRの演技は間違いなく、この映画にとってのハイライトだった」と批評し、『Idlebrain.com』は3.25/5の星を与えて「前半パートは十分な内容であり、後半パートの大部分はエンターテインメントに満ちていた。クライマックスシーンについては議論の余地がある終わり方だった。評価ポイントはNTRの演技と後半パートのエンターテインメント性だが、その一方で物語の大部分は既視感を感じさせる。また、感情的なシーンはもっと自然体であるべきだった。『ブリンダーヴァナム 恋の輪舞』は興行的な成功を収めるために必要な要素が揃った堅実でクリーンな映画だ」と批評している。また、『IndiaGlitz』は「ヴァムシーは映画のために完璧な脚本を書き上げ、その内容は観客が座席を立ち上がることができないほどタイトなもので、歌曲シーンでも観客を釘付けにした。一つ一つのシーンが緻密に描かれており、この映画を完璧に作り上げた監督は称賛に値する。非常にエンターテインメント性が高く、家族全員で観賞できる映画であり、ストレスだらけの一日を終えた後に安堵感を与えてくれるのは間違いないだろう」と批評し、『ワンインディア・エンターテインメント』は「物語は古い映画の色彩を帯びているが、ヴァムシーはタイトな脚本を書き上げ、すべてのシーンを精密に描写している。ディル・ラージュがカムバックを果たし、ヴァムシー・パイディパッリは健全なエンターテインメント作品を通して観客に笑顔をもたらした」と批評している。

### 受賞・ノミネート
| 映画賞                                  | 授賞日        | 部門                           | 対象                             | 結果       | 出典   |
| --------------------------------------- | ------------- | ------------------------------ | -------------------------------- | ---------- | ------ |
| CineMAA賞                               | 2011年6月19日 | 主演女優賞                     | カージャル・アグルワール         | 受賞       | [ 47 ] |
| 第58回フィルムフェア賞 南インド映画部門 | 2011年7月2日  | 作品賞                         | 『ブリンダーヴァナム 恋の輪舞』  | ノミネート | [ 48 ] |
| 第58回フィルムフェア賞 南インド映画部門 | 2011年7月2日  | 監督賞                         | ヴァムシー・パイディパッリ       | ノミネート | [ 48 ] |
| 第58回フィルムフェア賞 南インド映画部門 | 2011年7月2日  | 主演男優賞                     | N・T・ラーマ・ラオ・ジュニア     | ノミネート | [ 48 ] |
| 第58回フィルムフェア賞 南インド映画部門 | 2011年7月2日  | 男性プレイバックシンガー賞     | - カールティク - 「Nijamena」    | ノミネート | [ 48 ] |
| 第58回フィルムフェア賞 南インド映画部門 | 2011年7月2日  | 女性プレイバックシンガー賞     | - スチトラ - 「Nijamena」        | ノミネート | [ 48 ] |
| ナンディ賞                              | 2011年8月5日  | 音響賞                         | ラーダークリシュナ・イーシュカラ | 受賞       | [ 49 ] |
| ミルチ音楽賞 南インド映画部門           | 2011年9月10日 | テルグ語映画部門有望音楽監督賞 | タマン・S                        | 受賞       |        |

## リメイク
『ブリンダーヴァナム 恋の輪舞』は複数の言語でリメイクされている。オリヤー語映画ではバーブシャーン・モーハンティとリヤー・デイ主演で『Love Master』が製作され、カンナダ語映画ではダルシャン、カールティカ・ナーヤル、ミラナ・ナーガラージ主演で『Brindavana』が製作された。ベンガル語映画ではデーヴ、ヌスラト・ジャハーン、スバーシュリー・ガングリー主演で『Khoka 420』が製作され、バングラデシュ映画ではシャーキブ・カーン、アプー・ビシュワース主演で『Buk Fatey To Mukh Foteyna』が製作された。このほかにマラーティー語映画ではラケシュ・バーパト、プージャー・サワント、ヴァイデヒ・パルシュラーミ主演で『Vrundavan』が製作され、ボージュプリー語映画ではラヴィ・キシャン、ラーニー・チャタルジー、プーナム・ドゥベー主演で『Hum Hai Jodi No 1』が製作されている。